# Gyeongju
Gyeongju ou Kyŏngju est une ville de Corée du Sud de près de 264 000 habitants (2012) située au sud-est de la péninsule coréenne, dans la province du Gyeongsang du Nord. C'était la capitale de l'ancien royaume de Silla (57 av. J.-C. – 935 apr. J.-C.) qui contrôlait la plus grande partie de la péninsule du VIIe au IXe siècle. À cette époque, sa population était estimée à 1 million d'habitants. Un grand nombre de sites archéologiques et culturels datant de cette période ont été conservés. Gyeongju est donc souvent présentée en tant que « musée sans murs ». Parmi ces trésors historiques, la grotte de Seokguram, le temple Bulguksa, l'aire historique de Gyeongju et le village historique de Yangdong ont été inscrits au patrimoine mondial par l'UNESCO. C'est ainsi que Gyeongju est devenue l'une des destinations touristiques les plus populaires de Corée.

## Géographie

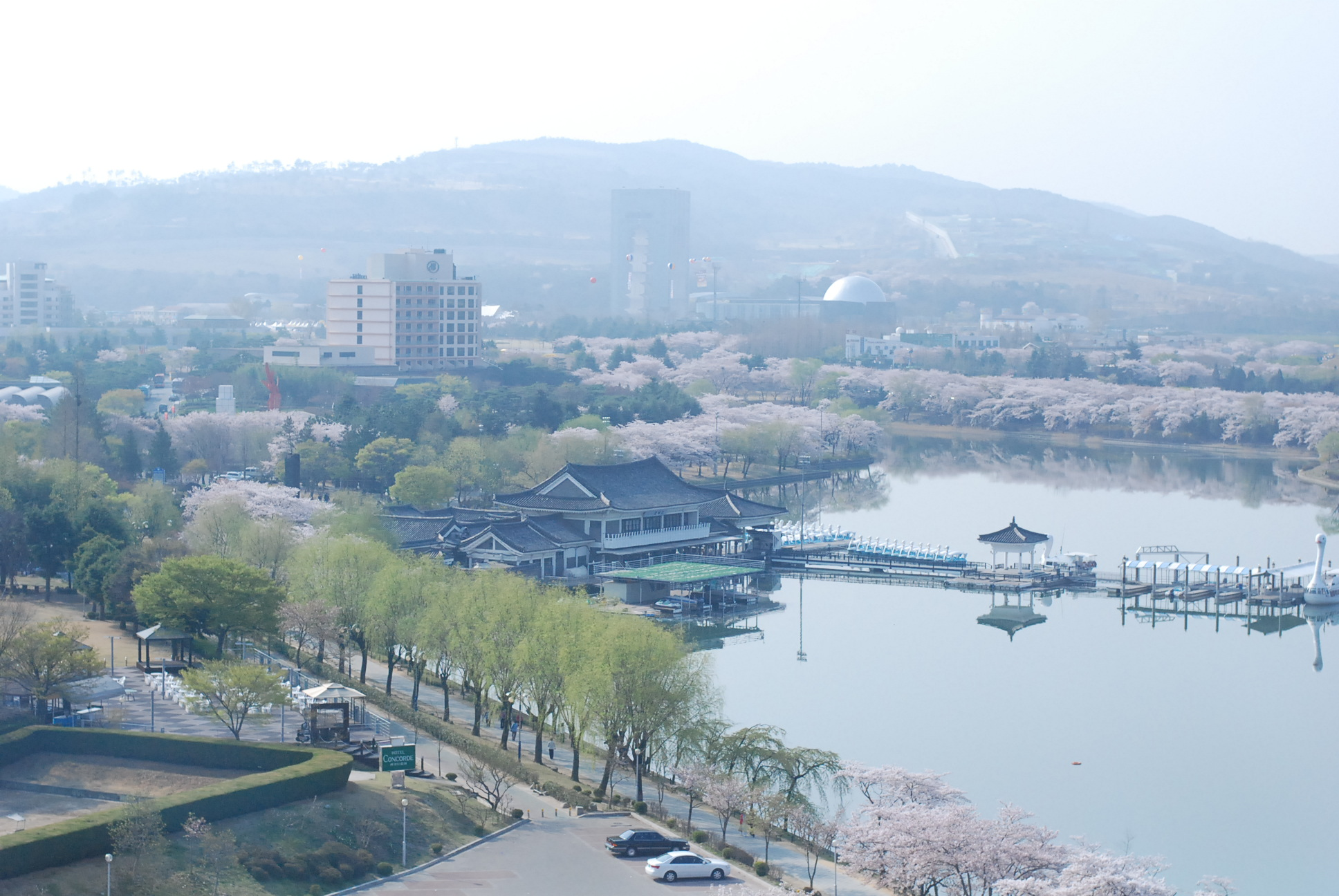
Le centre de loisirs du lac Bomun
à l'est de Gyeongju

La circonscription de Gyeongju dans ses limites actuelles est issue de la fusion en 1995 de la ville de Gyeongju et du district de Wolseong. Cette zone administrative est donc très étendue (1 324 km2), comporte aussi des zones rurales pour une densité moyenne de 212 hab/km² et s'étend ainsi jusqu'à la mer. Elle est voisine de Pohang (500 000 habitants) au nord et de Ulsan (1,1 million d'habitants) au sud. D'autre part, elle est bordée par le district de Cheongdo et la ville de Yeongcheon. Daegu, la capitale provinciale est à 55 km à l'ouest et le port de Pusan à 50 km plus au sud.
Elle est parsemée de nombreuses petites montagnes. Les plus hautes font partie de la chaine des monts Taebaek, se trouvent le long de la frontière occidentale et culminent au Mont Munbok à 1 014 m d'altitude. La ville de Gyeongju se trouve au bord de la rivière Hyeongsan et a été souvent la victime d'inondations principalement causées par des typhons. Les chroniques ont gardé en souvenir des inondations majeures depuis le Ier siècle revenant avec une fréquence moyenne de 28 ans. Depuis la fin du XXe siècle, des systèmes de régulations ont fortement réduit le danger. La dernière inondation majeure fut causée par le typhon Gladys en 1991. 
Comme dans le reste du pays, la population devient de plus en plus vieille et la taille moyenne des ménages diminue. Elle est actuellement de 2,8 personnes. Tout comme dans la plupart des petites villes de Corée du Sud, la population diminue à cause de la migration des travailleurs vers les grandes villes. Entre 2002 et 2008, Gyeongju a perdu 16 557 habitants. 
|    | Lieu           | Population (2007) | Foyers | Surface ㎢ | #  | Lieu            | Population (2007) | Foyers | Surface ㎢ |
| -- | -------------- | ----------------- | ------ | ---------- | -- | --------------- | ----------------- | ------ | ---------- |
| 1  | Sannae-myeon   | 3 561             | 1 779  | 142,6      | 13 | Seondo-dong     | 13 813            | 2 831  | 28,0       |
| 2  | Seo-myeon      | 4 773             | 1 779  | 52,1       | 14 | Seonggeon-dong  | 18 378            | 7 562  | 6,4        |
| 3  | Hyeongok-myeon | 16 829            | 5 726  | 55,7       | 15 | Hwangseong-dong | 29 660            | 9 415  | 3,8        |
| 4  | Angang-eup     | 33 802            | 12 641 | 138,6      | 16 | Yonggang-dong   | 15 959            | 5 244  | 5,1        |
| 5  | Gangdong-myeon | 8 834             | 3 659  | 81,4       | 17 | Bodeok-dong     | 2 296             | 977    | 81,0       |
| 6  | Cheonbuk-myeon | 6 185             | 2 328  | 58,2       | 18 | Bulguk-dong     | 9 001             | 3 722  | 37,4       |
| 7  | Yangbuk-myeon  | 4 535             | 2 026  | 120,1      | 19 | Hwangnam-dong   | 8 885             | 3 875  | 20,5       |
| 8  | Gampo-eup      | 7 099             | 3 084  | 44,9       | 20 | Jungbu-dong     | 7 003             | 3 022  | 0,9        |
| 9  | Yangnam-myeon  | 7 131             | 2 941  | 85,1       | 21 | Hwango-dong     | 10 225            | 4 283  | 1,5        |
| 10 | Oedong-eup     | 19 006            | 6 965  | 109,8      | 22 | Dongcheon-dong  | 26 721            | 9 228  | 5,3        |
| 11 | Naenam-myeon   | 6 142             | 2 526  | 122,1      | 23 | Wolseong-dong   | 6 522             | 4 842  | 31,4       |
| 12 | Geoncheon-eup  | 11 217            | 4 533  | 92,4       |    |                 |                   |        |            |
|    | Total          | 129 114           | 49 987 | 1 103      |    | Total           | 148 463           | 55 001 | 221        |

En 2007, les arrondissements (dongs) de la zone urbaine regroupaient 148 463 habitants tandis que les municipalités issues du district de Wolseong totalisaient 129 114 habitants.
Dans ce district, Angang (안강, 33 802 habitants) est la plus grande des quatre petites villes (eup). Elle est située au nord de Gyeongju, à proximité de Pohang et à la confluence du Chilpyeongcheon et du Hyeongsan. Au sud, Oedong (외동, 17 500 habitants) est raccordée à la métropole d'Ulsan et est devenue un centre de développement pour les équipementiers de construction automobile. Gampo (감포), sur la mer du Japon, est le principal port. La pêche y joue un rôle important, surtout celle des anchois et du calmar, ainsi que la culture des algues et la production de kaki. 
Parmi les communes rurales (myeon) les plus notables, on peut citer celle de Hyeongok (현곡), au nord-ouest de Gyeongju. En effet, c'est ici, sur la montagne de Gumi, que Choe Je-u, le fondateur du cheondoïsme, a installé le centre de ses activités missionnaires dans les années 1860. Le village historique de Yangdong, un site qui montre la vie au temps de la dynastie de Joseon se trouve au nord, dans la commune de Gangdong (강동), tout comme l'université Uiduk (en).

## Climat
Étant relativement proche de la mer, le climat de Gyeongju est un peu plus doux (8,6 °C en janvier) et humide que dans le centre du pays. Cependant, il correspond au climat typique de la Corée avec des hivers froids et secs et des étés chauds et humides. La mousson commence fin juin et finit début octobre. Tout comme sur le reste de la cote orientale, les typhons sont fréquents à l'automne. Les précipitations annuelles atteignent 1091 mm.
| Mois                              | jan. | fév. | mars | avril | mai  | juin | jui.  | août | sep.  | oct. | nov. | déc. | année   |
| --------------------------------- | ---- | ---- | ---- | ----- | ---- | ---- | ----- | ---- | ----- | ---- | ---- | ---- | ------- |
| Température minimale moyenne (°C) | 0,6  | 2,6  | 4,5  | 9     | 14,2 | 18,1 | 20,8  | 23,4 | 19,2  | 13   | 5,5  | −1,7 | 10,77   |
| Température maximale moyenne (°C) | 8,6  | 11,4 | 13,6 | 18,6  | 24   | 25,1 | 26,3  | 31,1 | 24,8  | 20,7 | 14,8 | 8,7  | 18,98   |
| Précipitations (mm)               | 16,3 | 68,9 | 64,6 | 43    | 92,2 | 114  | 223,7 | 183  | 326,6 | 50,1 | 0,3  | 38,8 | 1 221,5 |

## Histoire

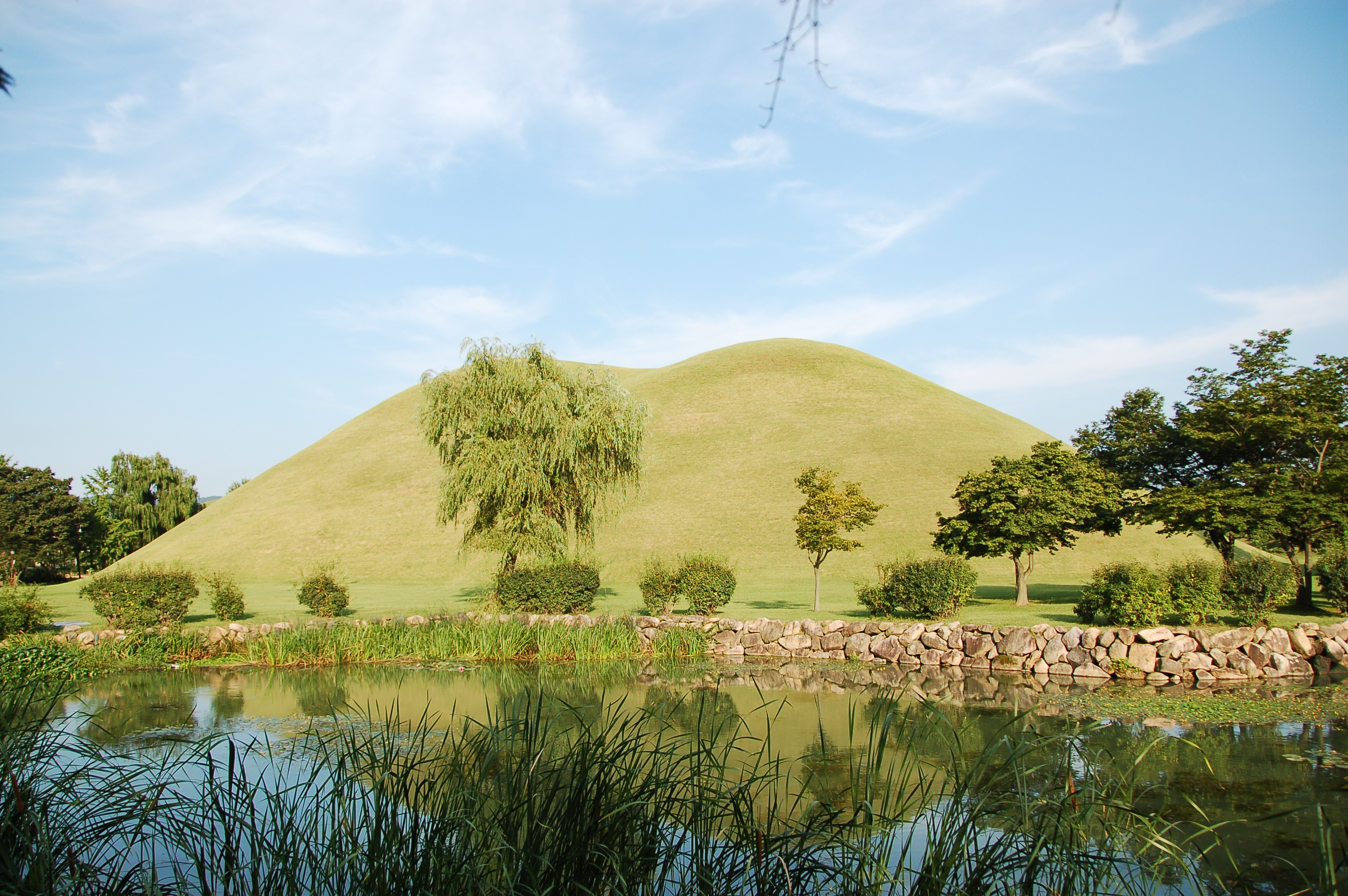
Le parc des tumulus : tombes royales de Silla

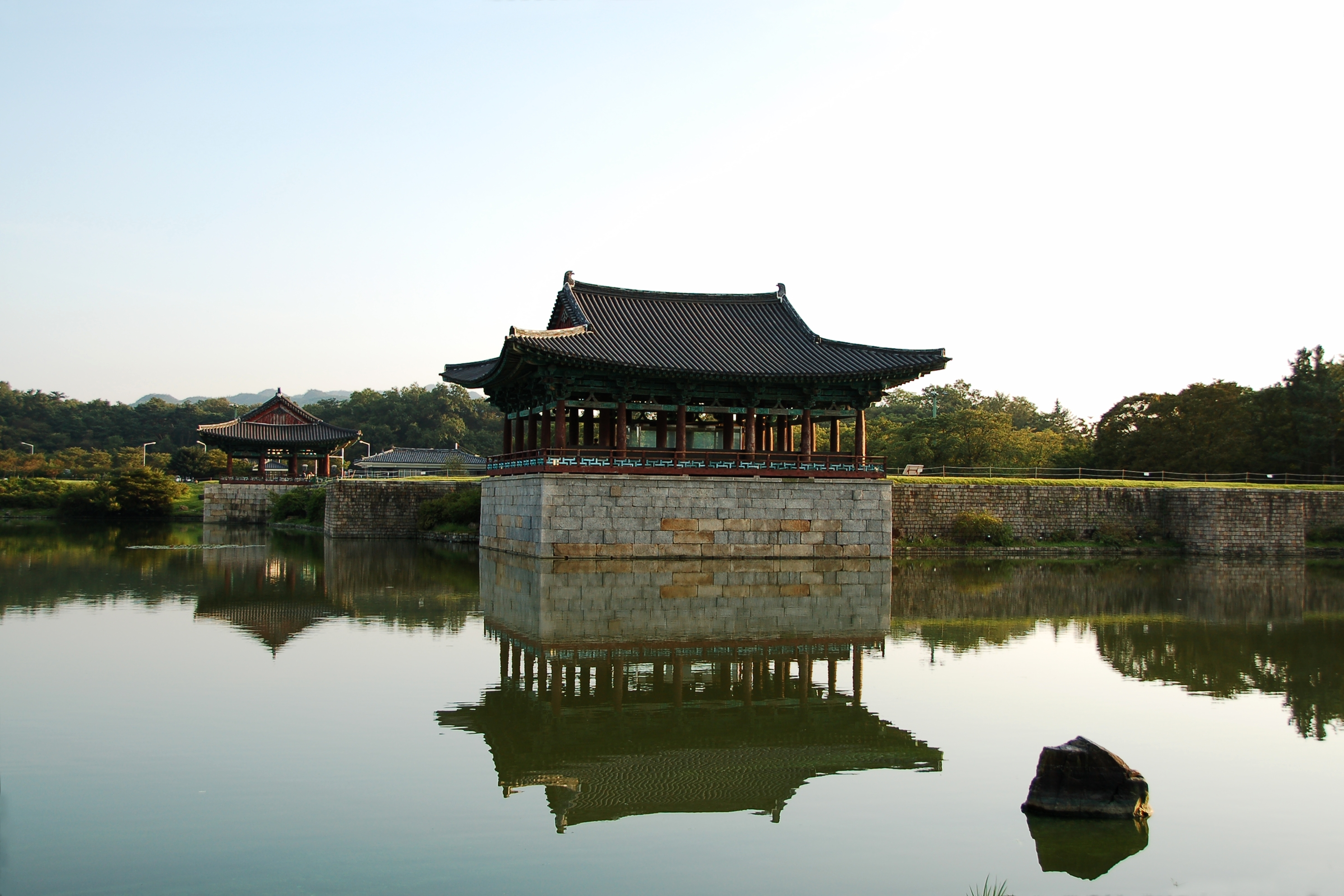
L'étang artificiel d'Anapji (674)

L'histoire de Gyeongju est étroitement liée à celle du royaume de Silla dont elle était la capitale. Silla fut fondé en 57 av. J.-C. par la réunion de six petits villages de la région de Gyeongju. Durant cette période, la ville s'appelait Seorabeol (la capitale), Gyerim (la forêt du coq) ou Geumseong (la cité de l'or). Les chroniques du Samguk sagi mentionnent la création du marché de la capitale (Gyoengdosi) en mars 490 sous le roi Soji et du marché de l'est (Dongsi) en 509 durant le règne du roi Jijeung. Après l'unification de la péninsule en 668, Gyeongju devient le centre politique et culturel de la Corée. C'était le lieu de résidence de la cour et de la majorité de l'élite du royaume. En 682, au début du règne du roi Sinmun, l'académie confucéenne nationale y est créée sous le nom de Gukhak. La prospérité de la ville devient légendaire et est mentionnée jusqu'en Perse dans le « livre des Routes et des Royaumes ». Le Samguk Yusa indique la présence de 178 936 foyers à Gyeongju lors de son zénith, un chiffre qui correspondrait à une population totale d'un million d'habitants. La majorité des sites les plus célèbres de la ville datent de la période du Silla unifié (57-935). La ville perd son statut de capitale au profit de Kaesong au début de la période Koryo (918-1392). 
En 940, le fondateur de Koryo, le roi Taejo, renomme la ville en Gyeongju. En 987, et jusqu'en 1012, lors de l'adoption d'un système avec trois capitales additionnelles, Gyeongju est désignée capitale de l'est. La ville finit par devenir le siège de la province de Yongnam. Cependant, elle perd graduellement de son importance et finit par perdre son statut de capitale provinciale en 1601. 
Durant ce long déclin, les monuments subirent de nombreux assauts. Au XIIIe siècle, les Mongols détruisirent une pagode en bois de neuf étages à Hwangnyongsa. Pendant les invasions japonaises, la région de Gyeongju fut un champ de bataille très disputé et le temple de Bulguksa fut brûlé par les forces japonaises. Au début de la période Choson, ce sont des extrémistes néoconfucianistes qui cassèrent les bras et les têtes des sculptures bouddhistes de Namsan. 
Au début du XXe siècle, la ville était relativement petite et de nombreuses fouilles archéologiques y furent conduites, en particulier à l'intérieur des tombes. Les objets trouvés furent exposés à partir de 1915 dans un musée, le prédécesseur du musée national de Gyeongju. 
Dans les dernières années de l'occupation japonaise, Gyeongju se retrouve à l'intersection de deux lignes de chemins de fer, la ligne Donghae-Nambu et la ligne Jungang ; la population augmente et la ville se développe. Après la libération en 1945, la Corée plongea dans le chaos et Gyeongju ne fut pas une exception. Beaucoup de réfugiés étaient de retour, un village fut construit pour eux dans le quartier de Dongcheon-dong. La guérilla était particulièrement active dans les montagnes. La ville fut relativement épargnée par la guerre de Corée puisqu'elle resta sous contrôle sud-coréen tout au long du conflit. Elle ne fut sur la ligne de front que lors d'une courte période à la fin de 1950 lors de l'attaque des forces nord-coréennes sur le périmètre de Busan. 
La Corée connut un développement industriel important à partir des années 1970, en grande partie centré sur la province de Yeongnam. Dans la ville voisine de Pohang, les aciéries de POSCO commencèrent de tourner à partir de 1973 tout comme le complexe industriel chimique d'Ulsan. Ces développements ont contribué à l'essor du secteur industriel de Gyeongju.

## Transport
Le KTX dessert la ville au niveau de la gare de Singyeongju qui est située à l'extérieur de Gyeongju (à Geoncheon-eup, au sud du centre-ville). La gare de Singyeongju est desservie par la ligne KTX Gyeongbu qui permet de rejoindre Séoul et Daejeon au nord, Daegu à l'ouest et Busan au sud.

## Économie
Même si Gyeongju a l'image d'une ville touristique, l'économie est assez diversifiée. 13 500 personnes travaillent dans l'hôtellerie et 27 000 dans le secteur industriel. Tout comme à Ulsan et à Daegu, les équipementiers automobiles jouent un rôle particulièrement important, ils constituent un tiers des 1 221 entreprises de Gyeongju. La centrale nucléaire de Wolseong mise en service en 1983 fournit 5 % de l'électricité de Corée.
La pêche est importante dans les villages de la côte, en particulier à Gampo-eup, où 436 pêcheurs sont enregistrés. Cependant, ce secteur est en déclin dans la commune de Gyeongju à cause des difficultés de transport et du manque d'infrastructures. Une grande partie des prises se retrouve directement dans un des nombreux (2817) restaurants de Gyeongju. Les prises concernent essentiellement les balaous, les anchois et les raies. L'élevage des ormeaux et la culture de l'algue wakame sont pratiqués. 
En 2006, les rizières occupent une surface de 169,57 km2, soit 70 % de la surface cultivée totale (243,59 km2). L'orge, le blé, les haricots, les pommes, les nashis, le chou de Chine et le radis chinois sont aussi cultivés. La ville joue un rôle important pour la production coréenne de bœufs et de champignons. Les champignons de couche du village de Geoncheon-eup sont aussi exportés. 46 carrières sont en activité, elles extraient notamment le kaolin, la fluorite et la pagodite.

## Jumelages
- Nara (Japon) depuis 1970
- Obama (Japon) depuis 1977
- Pompéi (Italie) depuis 1985
- Versailles (France) depuis 1987
- Inglewood (États-Unis) depuis 1990
- Xi'an (Chine) depuis 1994
- Iksan (Corée du Sud) depuis 1998
- Hué (Viêt Nam) depuis 2007

## Patrimoine culturel

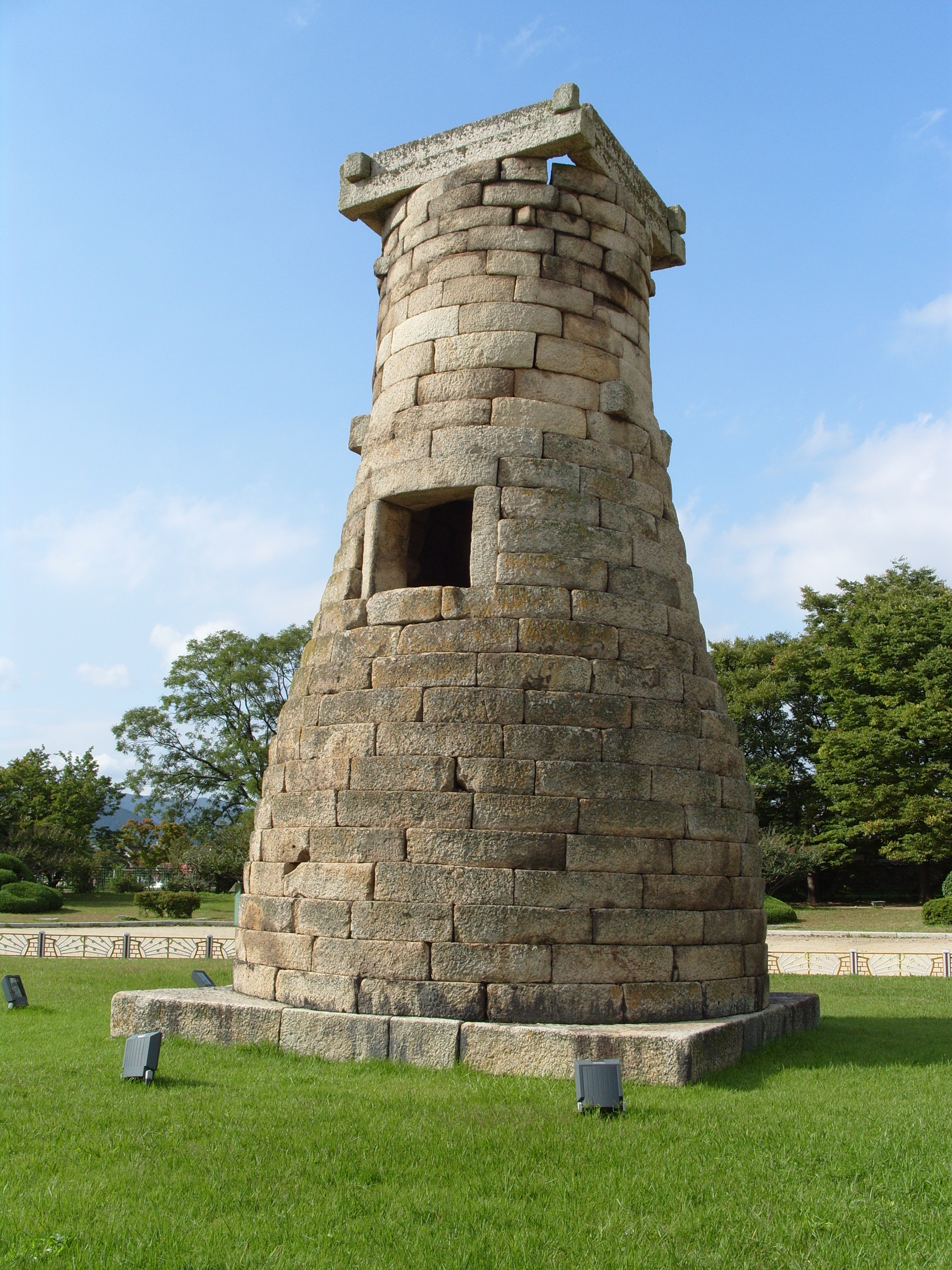
L'observatoire astronomique de Cheomseongdae (VIIe siècle)

Gyeongju est la destination principale en Corée pour les visiteurs intéressés par l'héritage culturel de Silla et par l'architecture de la dynastie Choson. La ville possède 31 trésors nationaux, le musée national de Gyeongju abrite 16 333 objets. Quatre grandes catégories peuvent être distinguées : les tumulus, les sites bouddhiques, les forteresses et les palais ainsi que l'architecture ancienne. 
De la Préhistoire, des objets de la poterie Mumun ont été trouvés dans les villages de Moa-ri, Oya-ri et Jukdong-ri. Moa-ri et Gangdong-myeon possèdent aussi des dolmens. 
Il y a 35 tombes royales et 155 tumulus dans le centre de Gyeongju ainsi que 421 tumulus en dehors de la cité. En particulier, la tombe de la couronne en or (Geumgwanchong) et la tombe du cheval céleste (Cheonmachong) méritent une mention particulière comme représentantes de la culture de Silla. La plupart des sites de Silla se trouvent dans le parc national de Gyeongju : le complexe des tombes royales, l'observatoire de Cheomseongdae, l'étang d'Anapji.
Chaque année, 6 millions de touristes visitent la ville dont 750 000 étrangers. Le festival de la culture de Silla se tient chaque année en octobre depuis 1962. 

## Religion

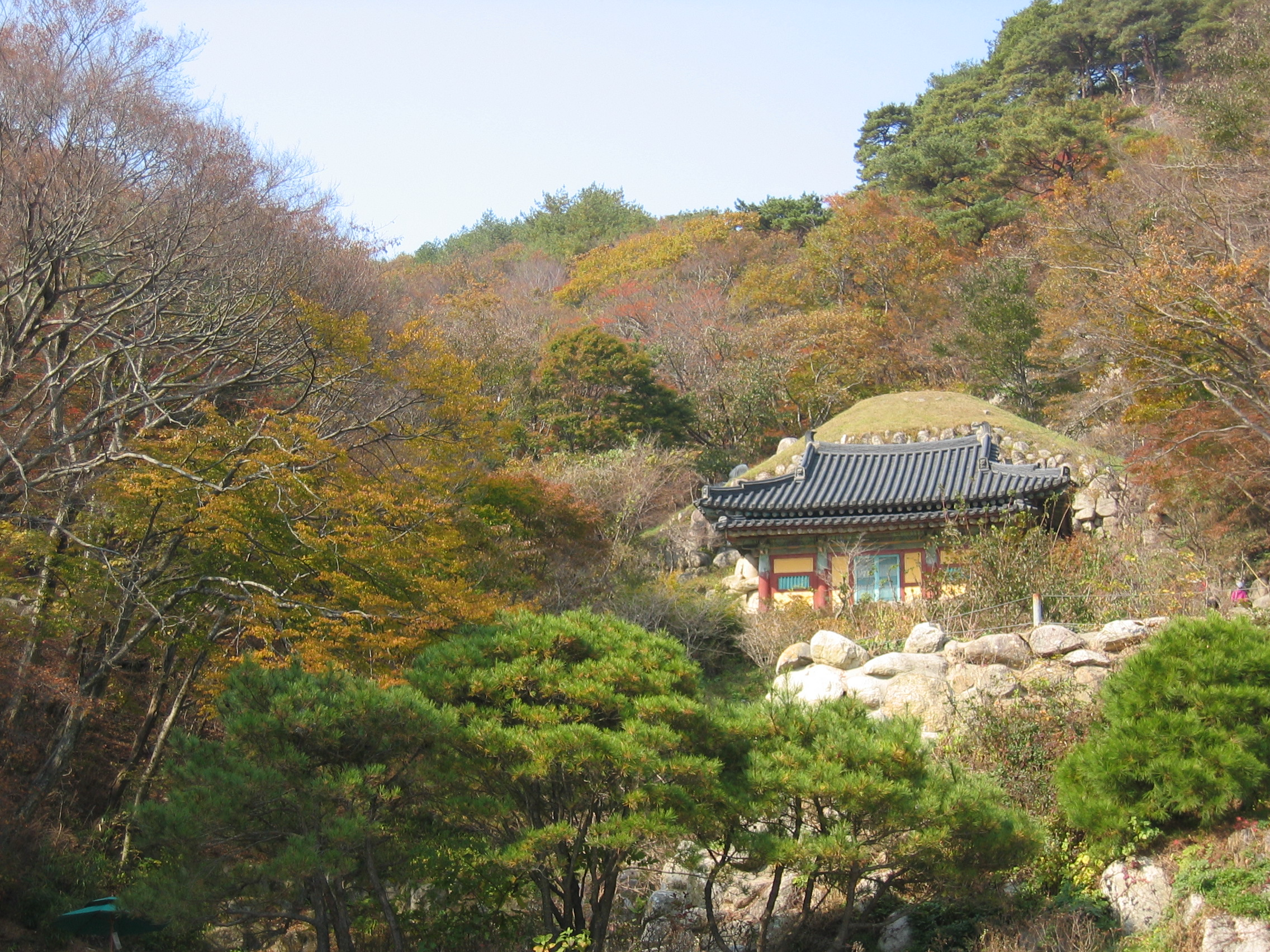
La grotte de Seokguram

La ville est encore un centre important du bouddhisme coréen. À l'est du centre-ville se trouve Bulguksa, un des plus grands temples du pays ainsi que la grotte de Seokguram, un ermitage célèbre et les restes de Hwangnyongsa, le temple du dragon doré. Namsan, la montagne du sud, est un lieu de prière traditionnel. Elle est aussi considérée comme une montagne sacrée à cause des sanctuaires et des statues qui couvrent ses pentes.
De plus, Gyeongju est le lieu où est né le cheondoïsme, une religion d'origine locale basée sur le chamanisme, le taoïsme et le bouddhisme avec quelques éléments empruntés au christianisme. Cette religion a évolué à partir du donghak (les enseignements de l'est), une discipline créée par Choe Je-u en 1860. 

## Personnages célèbres

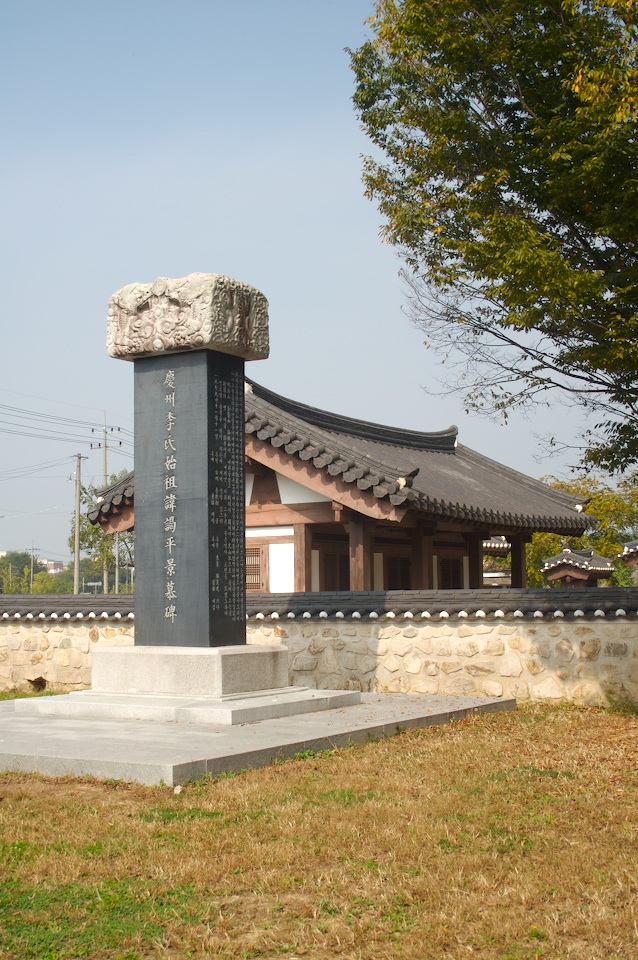
Stèle en l'honneur du fondateur de la famille des Lee à Pyoamjae

En tant que ville capitale, la vie des rois de Silla et des membres de la cour est étroitement liée à la ville de Gyeongju. Les philosophes Seol Chong et Choe Chi-Won ont aussi résidé à Gyeongju, tout comme le général Kim Yusin, le meneur des guerriers Hwarang. Plus tard, dans la période Choson, Gyeongju, tout comme le reste de la province de Gyeongsang devint un centre de la faction conservatrice des Sarim, un de ses membres majeurs était Yi Eon-jeok. Au XXe siècle, Kim Dong-ni, Yun Jeong-mo et Park Mok-wol se sont fait un nom en tant qu'écrivains. 
Beaucoup de clans familiaux font remonter leurs origines jusqu'aux familles dirigeantes de l'époque de Silla. Par exemple, c'est le cas des Kim, des Park, des Seok, des Choe et des Lee de Gyeongju.